# Girello (taglio di carne)

Tagli di carne bovina

Il girello (da non confondere con il girello di spalla) è un taglio di carne della coscia del bovino che occupa il margine posteriore della coscia ed è a diretto contatto con la fesa e la sottofesa. Magra e priva di nervi, è carne pregiata, indicata per la preparazione di arrosti, cotolette, carpacci, carne alla pizzaiola, vitello tonnato, e anche per realizzare salumi bovini come la carne fumada di Siror. 
A seconda delle regioni d'Italia, assume vari nomi: 
- Rotondino a Genova,
- Magatello a Milano,
- Coscia rotonda a Torino,
- Lacerto a Napoli e a Palermo.